# Angelina Häntsch
Angelina Häntsch (* 26. Januar 1984 in Berlin) ist eine deutsche Schauspielerin.

## Leben
Häntsch besuchte von 2004 bis 2007 das Europäische Theaterinstitut Berlin der Schauspielschule Berlin. In den Jahren 2016 und 2017 wurde sie durch Susan Batson unterrichtet.
Häntsch lebt in Hamburg und steht bei der Agentur Schott und Kreutzer unter Vertrag.

## Filmografie (Auswahl)
- 2007: Lacrimosa (Kurzfilm)
- 2010, 2024: SOKO Köln (Fernsehserie, 2 Folgen)
- 2011: 4 Tage im Mai
- 2012: Stubbe – Von Fall zu Fall: In dieser Nacht
- 2013: Along the Roadside
- 2013: Gloomy Sabbath (Kurzfilm)
- 2015: Diese vage Idee von Freiheit (Hochschulfilm)
- 2016: A Cure for Wellness
- 2017, 2022: Morden im Norden (Fernsehserie, Folgen Aschenputtel, Liebeslügen)
- 2018: Die Hälfte der Welt gehört uns – Als Frauen das Wahlrecht erkämpften (Fernsehfilm)
- 2021: Wir Kinder vom Bahnhof Zoo (Fernsehserie, 8 Folgen)
- 2021: Nord bei Nordwest – Conny & Maik
- 2023: German Crime Story: Gefesselt (Fernsehserie, 6 Folgen)
- 2023: Am Ende – Die Macht der Kränkung (Miniserie)
- 2023: Drift: Partners in Crime
- 2023: Die Quellen des Bösen – Jagd nach dem Runenmörder (Miniserie, 2 Folgen)
- 2024: Charité (Fernsehserie, 6 Folgen)
- 2024: Wendland: Stiller und der rote Faden (Fernsehfilm)
- 2024: Sarah Kohr – Koma